# Mark Gubicza
Mark Steven Gubicza (né le 14 août 1962 à Philadelphie, Pennsylvanie, États-Unis) est un ancien lanceur droitier de baseball.
Il joue dans la Ligue majeure de baseball avec les Royals de Kansas City de 1984 à 1996, puis pour les Angels d'Anaheim en 1997. Il fait partie de l'équipe des Royals championne de la Série mondiale 1985 et représente le club au match des étoiles en 1988 et 1989.
Personnalité des médias depuis la fin de sa carrière sportive, Gubicza est commentateur sportif, et notamment analyste lors des matchs des Angels à la chaîne télévisée Fox Sports.
Repêché au 2e tour de sélection par les Royals de Kansas City en 1981, Mark Gubicza joue avec cette équipe 13 de ses 14 saisons et 382 de ses 384 matchs dans le baseball majeur. Il connaît sa meilleure saison en 1988 alors qu'il remporte 20 victoires contre 8 défaites est 4e chez les lanceurs de la Ligue américaine avec une moyenne de points mérités de 2,70 en 269 manches et deux tiers lancées. Il termine cette année-là au 3e rang du vote annuel désignant le vainqueur du trophée Cy Young du meilleur lanceur de la Ligue américaine. Il ne lance pas dans la Série mondiale 1985 remportée par Kansas City mais effectue un départ et une présence en relève dans la Série de championnat qui la précède et remporte une victoire face à Toronto. En 384 matchs des majeures joués, dont 329 comme lanceur partant, il remporte 132 victoires contre 136 défaites avec 1 371 retraits sur des prises en 2 223 manches et un tiers lancées, 42 matchs complets, 16 blanchissages et une moyenne de points mérités de 3,96.